# TISUS
TISUS (Test i svenska för universitets- och högskolestudier) är ett behörighetsgivande test i svenska språket för studenter som avser att söka till akademiska studier i Sverige.
Testet innehåller tre delprov. Prov i 1) läsförståelse, 2) skriftlig färdighet, 3) muntlig färdighet.
Två betygsgrader tillämpas: Godkänd och Underkänd.